# Pădureni, Sibiu
Pădureni este un sat în comuna Slimnic din județul Sibiu, Transilvania, România. În 2021 avea o populație de doar 3 locuitori, făcând satul să fie printre cele mai mici localități din județ.